# さいたま市立芝川小学校
さいたま市立芝川小学校（さいたましりつ しばかわしょうがっこう）は、埼玉県さいたま市大宮区にある公立小学校。

## 沿革
- 1974年（昭和49年）4月1日 - 片柳小学校の一部校舎を借用し創立。
- 1974年（昭和49年）6月9日 - 現在と同じ場所に校舎完成
- 2001年（平成13年）5月1日 - 大宮市、浦和市、与野市の合併に伴い現校名に改称

## 著名な出身者
- 佐藤かよ（タレント）- 小学5年生に進級する前に愛知県名古屋市立名東小学校へ転校した[3]。
- 菜々緒（ファッションモデル、女優）